# Capitán donatario
Capitán de donataria, o simplemente capitán donatario, fue un cargo administrativo tardo-feudal portugués.
Fueron miembros de la pequeña nobleza la que recibió en donación extensos territorios. Creado inicialmente para el poblamiento de las islas atlánticas (Azores y Madeira), fue extendido a Brasil donde se impuso el régimen de la donataria.
Correspondía a los capitanes, en sus respectivas capitanías, representar la autoridad y los intereses de los donatarios, garantizándoles la administración de sus bienes y sus beneficios. También servían de interlocutor entre la población y los donatarios. Los capitanes, autoridad máxima en su capitanía, gozaban de amplios poderes administrativos, judiciales y fiscales. Tenían el deber de poblar, repartir las tierras, explotarlas económicamente, traer colonos, defender el territorio y mantener el orden siéndoles vedadas solo las penas de amputación de miembros y las ejecuciones. Respondían por sus actos directamente ante el donatario, y eran remunerados con el diezmo, la llamada redízima, de los rendimientos que daba la tierra a los donatarios. Tenían el monopolio de los molinos, del comercio de la sal y de los hornos de cocción de pan.
El cargo solía ser hereditario, sujeto a un regimiento específico y, en general, a la confirmación real. En ausencia de hijo varón se aplicaba, con algunas excepciones, la ley sálica.
El capitán donatario recibía poderes tanto en el campo civil como en el criminal pero estaba obligado a presentar a las partes enfrentadas ante jueces locales, quienes debían aplicar el derecho consuetudinario, ampliado por la legislación creada en el archipiélago. El capitán era también la instancia de recurso a la que podían apelar las partes. En cuanto a los casos criminales el propio capitán era quien decidía y aplicaba las penas de prisión, destierro o azotes, sin que los reos pudieran apelar a otras instancias.
Sin embargo, cuando se trataba de crímenes graves castigados con penas de amputación de miembros (mano, pie o lengua) o pena de muerte, los acusados debían ser juzgados y, si eran condenados, solo podían apelar al infante que debía enviar el proceso a la Casa del Rey, que resolvía finalmente el recurso. Estaba estipulado además que quien violara esta regla y usurpase los poderes del infante le debería pagar mil reales por vez, además de las penas que la ley general previese para el caso. En cuanto a los escribanos (notarios) prevaricadores, el capitán les suspendía inmediatamente de oficio y comunicaba el hecho al infante, quien determinaba la pena a aplicar.